# 志紀長吉神社
志紀長吉神社（しきながよしじんじゃ）は、大阪市平野区長吉長原にある神社。かつては式内社であった。旧社格は郷社。

## 歴史
創建は延暦13年（794年）。当社の東に生えていた日蔭蔓を祀っていたところ、平城天皇より日蔭大明神の神号と「神山の日蔭の蔓かざてふ 豊の明かりのわけてくまなき」の御製を賜った。それ以来、日蔭蔓を神紋としている。
後に延喜式内社に制定され、後朱雀天皇と後冷泉天皇の祈願所となっている。また神宮寺として阿弥陀寺が創建された。
室町時代、戦国時代には永原大宮と称された。慶長20年（1615年）5月6日、道明寺の戦いの後に真田信繁が当社に立ち寄って戦勝を祈願し、馬場で休息している。その際、当社に旗と刀が奉納されている。
江戸時代には主に日蔭大明神と呼ばれていた。牛頭天王を祀り、祈雨祈願に霊験あらたかであるとして信仰を集めた。
明治時代となって神仏分離が行われると神宮寺の阿弥陀寺は廃寺となったが、その資料は散逸せずに当社が保有し続けた。
1872年（明治5年）、郷社に列せられている。
なお、真田信繁が奉納した刀は太平洋戦争後にGHQに没収された。

## 祭神
- 主祭神 - 長江襲津彦命、事代主命

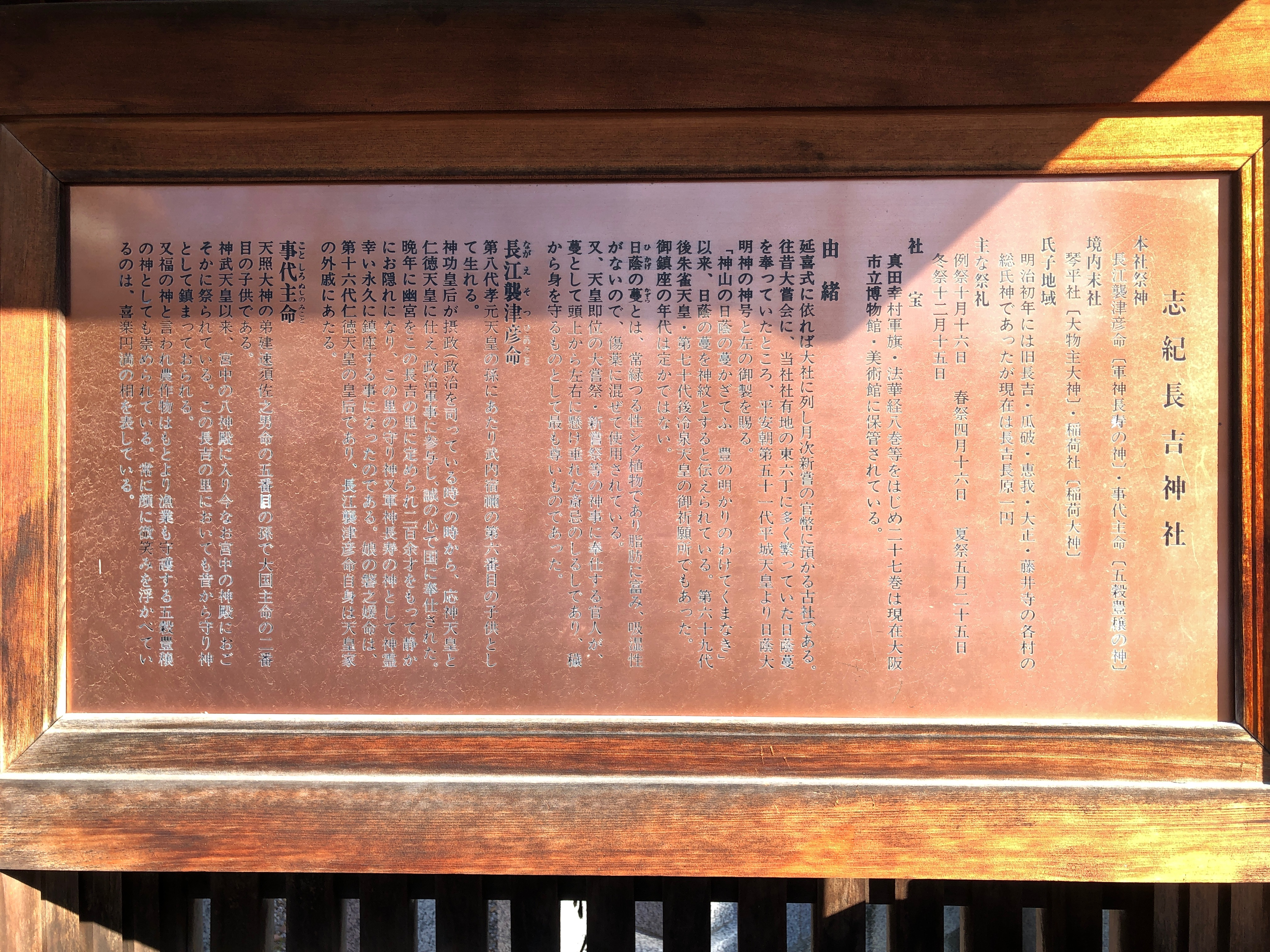
志紀長吉神社 祭神・由緒

## 境内
- 本殿
- 拝殿
- 琴平社
- 稲荷社 - 祭神：宇迦之御霊之大神
- 伊勢神宮・神武天皇陵遥拝所
- 社務所
- 神輿庫

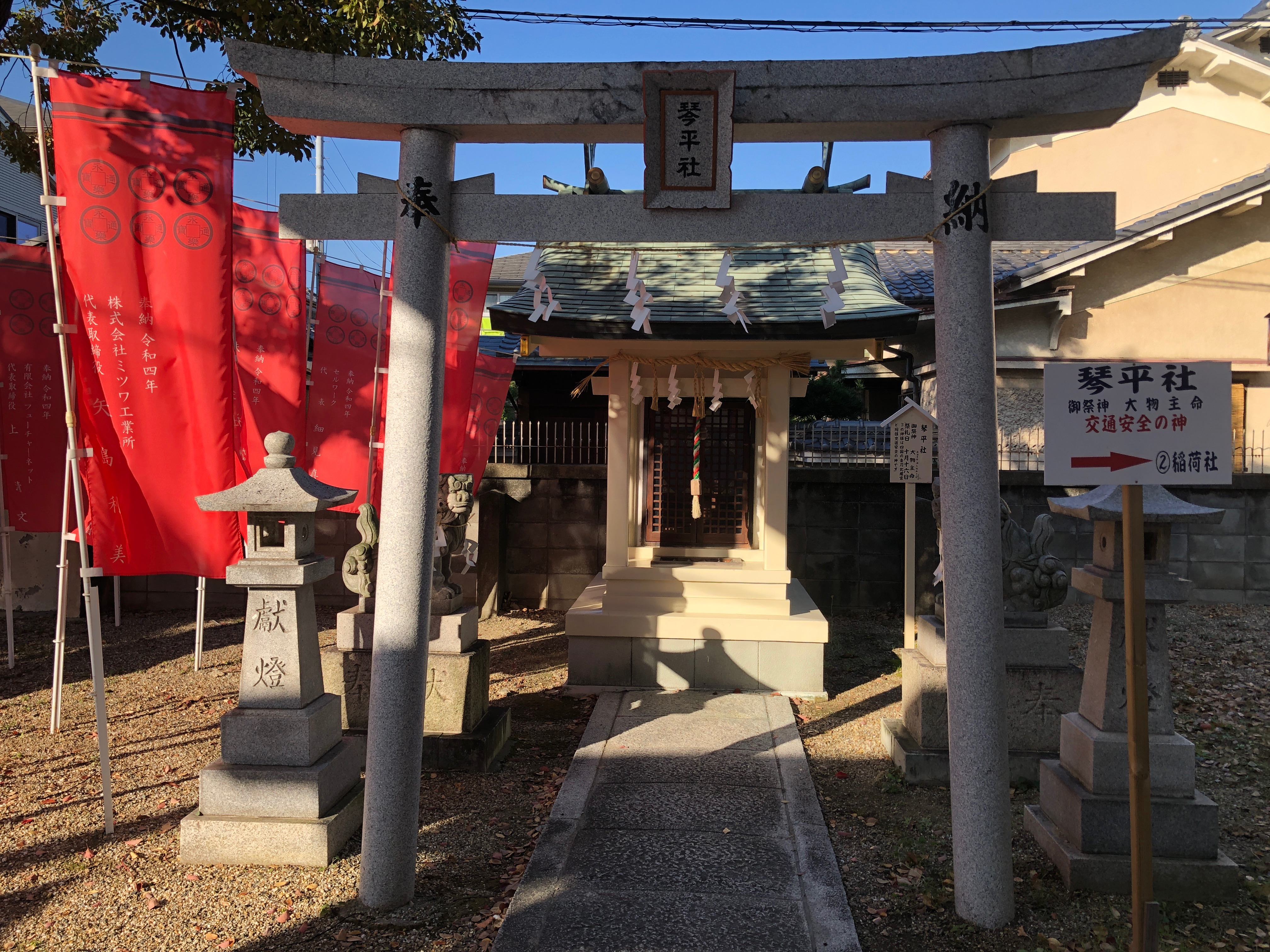
志紀長吉神社 琴平社
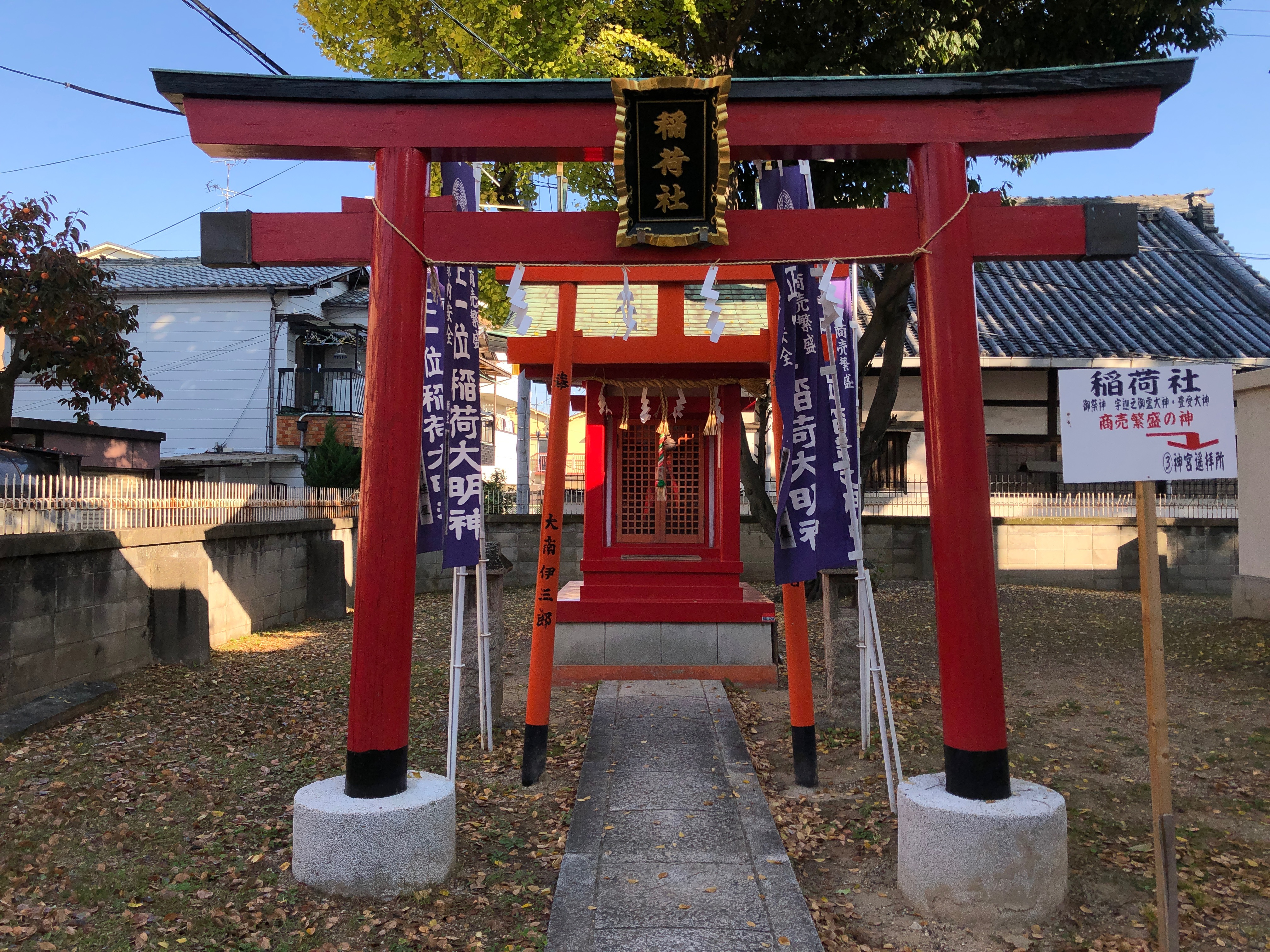
志紀長吉神社 稲荷社
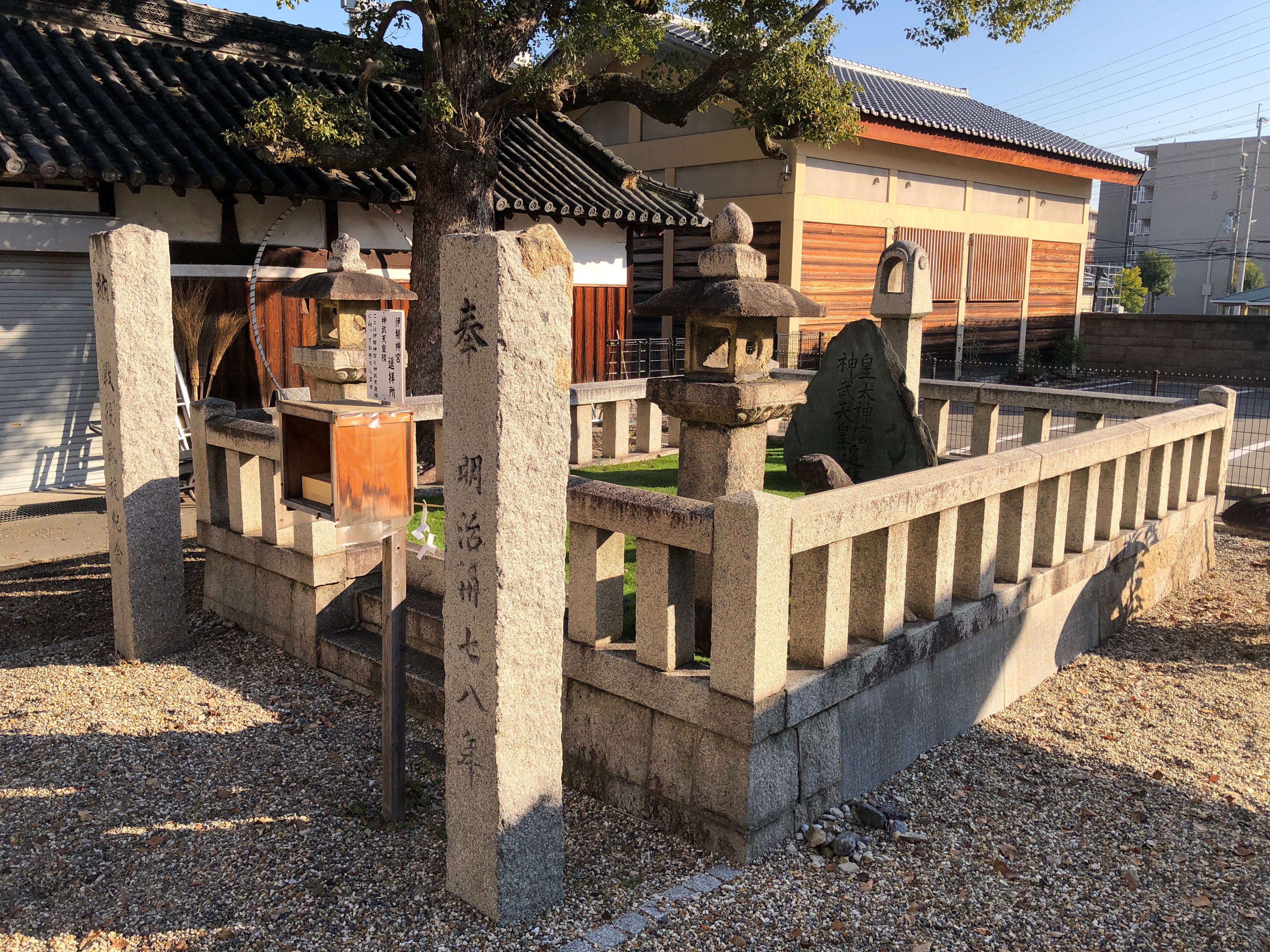
志紀長吉神社 遥拝所

## 文化財

### 大阪市指定有形文化財
- 絹本著色弘法大師画像
- 絹本著色牛頭天王曼荼羅図
- 志紀長吉神社文書 11点

## 交通アクセス
- 大阪メトロ谷町線 長原駅より徒歩5分